# Friderik VI. Berški
Friderik VI. grof Berški (* Grad Ulft, 18. avgust 1559 – † Grad Boxmeer, 3. september 1618) je bil tretji od šestnajstih otrok cesarskega grofa Viljema IV. Berškega in Marije Nassauske. 

## Biografija
Herman, Friderik in Osvald so več let bivali pri svojih sorodnikih v Dillenburgu, potem ko je njihov oče leta 1567 odšel v izgnanstvo. Poleg tega, da je bil po naslovu cesarski grof Berški, je bil tudi gospod Boxmeera, Homoeta, Diksmuideja in Hedela.

### Herman kot vojak
Grof Friderik je bil vojak v osemdesetletni vojni, tako kot njegov oče in brata. Sprva so se borili na strani Viljema Oranskega. Friderik je bil star 22 let, ko je 25. marca 1582 kot kapitan dobil poveljstvo nad ekipo jezdecev. Oče ga je leto kasneje imenoval za guvernerja Venla, nato pa je poveljstvo nad konjeniki prenesel na svojega brata Osvalda .
Leta 1584 je z očetom in brati prebegnil na špansko stran. Friderik je bil takrat star 25 let, zato je večino svojega življenja preživel v španski službi. Leta 1598 je dosegel čin generalnega feldmaršala.
Kot vojak je prehodil skoraj celotno takratno Nizozemsko. Ena njegovih prvih vojaških akcij na španski strani je bilo sodelovanje pri obleganju Gravea leta 1585. Ranila ga je krogla iz muškete v nogo, vendar je okreval in bil naslednje leto napoten v napad na Nijmegen. Tu je dobil udarec s kamnom po glavi in padel je v nezavest. Istega leta je branil reduto pred enotami nizozemskih deželnih stanov na zahodnem bregu reke IJssel blizu Zutphena. Nato se je preselil v Groningen, kjer je pozimi 1587 uspešno vrnil špansko enoto z vzhodnega brega Dollarda na zahodni breg. Zaradi ledenih razmer je bil ta prehod izjemno nevaren. Nato je svojim četam pomagal prebiti obleganje Groningena.
Neizogibno se je znašel tudi v neposrednem nasprotju s svojimi bratranci Nassauskimi v bitki. Bratranec Mavricij (sin Viljema Oranskega) je leta 1592 oblegal Coevorden , kjer je bil takrat poveljnik Friderik. Samo mesto je bilo neobranljivo in so ga na Friderikov ukaz požgali. Umaknil se je na grad, a je moral 12. septembra tega leta kapitulirati. Leta 1593 je odkorakal iz Twenteja v mesto Groningen na čelu vojske šest tisoč mož , vendar ga je njegov bratranec Viljem Ludvik Nassauski (sin Janeza Nassauaskega) presekal. V bitki zahodno od Groningena blizu Tolberta sta bila izpod njega ustreljena dva konja in sam je dobil kroglo v roko.
Leta 1595 je pomagal bratu Hermanu prebiti obleganje Groenla. Knez Mavricij, ki je oblegal mesto, je svoje čete premaknil v Silvolde in Terborg. Tam je kneza obiskal njegov bratranec Adolf (Friderikov brat), ki ga je poslala njegova mati Marija iz Nassauaska. Čeprav sta se sinova grofa Viljema IV. in Viljema Oranskega soočila v bitki, je Marija Nassauska povabila svojega bratranca princa Mavricija, da obišče grad Ulft. Kot mati ene stranke in teta druge je želela ohraniti stik med Berškimi in Nassauskimi. Mavricij je sprejel povabilo in bil deležen "veličastnega banketa" na gradu Ulft.
Friderik se je nato preselil v grofijo Lingen, špansko eksklavo vzhodno od Overijssela. Mesto Lingen je bilo njegovo mesto zaposlitve kot stadtholderja Frizije, Groningena, Drentheja, Overijssela in Lingena; mesto, na katerega je bil imenovan tisto leto. Tu je ostal, dokler ga knez Mavricij ni izgnal 12. novembra 1597 po več kot dvotedenskem obleganju. Tokrat je Friderik za razliko od dveh let prej v Groenlu izgubil. Vendar mu to ni preprečilo srečanja s svojimi bratranci in sestričnami - morda ga je spodbudila njegova mama. 13. novembra sta se on in njegov brat Adolf srečala s svojim bratrancem Viljemom Ludvikom Nasauskim (ki ga je leta 1593 presekal blizu Groningena). Dan kasneje sta brata celo večerjala s knezom Mavricijem.
Leta 1598 je osvojil Doetinchem in grad Schuilenburg. Nagrajen je bil z novoustanovljenim gospostvom Doetinchem, vendar deželni stanovi Gelderlanda in Zutphena niso priznali nove gospoščine.
Friderik je bil tako debel, da je moral menjati konje vsaki dve uri. Leta 1599 se je to zanj skoraj izkazalo za usodno. Štirje jezdeci so se mučili, da bi ga dvignili na novega konja, ko so jih nepričakovano napadle enote deželnih stanov. Grof sam je uspel pobegniti, njegovi pomočniki pa se niso mogli povzpeti in so jih ujeli.
Po tem incidentu je sodeloval pri obleganju Zaltbommela, po katerem se je preselil v Flandrijo. Tu je sodeloval v bitki pri Nieuwpoortu leta 1600 in nato tri mesece preživel med četami, ki so oblegale Ostende. Leta 1601 mu je uspelo zasesti 's-Hertogenbosch in tako preprečiti obleganje s strani princa Mavricija. Dve leti kasneje mu je znova uspelo preprečiti obleganje princa Mavricija. Imenovan je bil za stotnika nadvojvodske garde (nadvojvoda je bil guverner španske Nizozemske) in dobil poveljstvo nad četami v Flandriji. Tu je lahko ohranil bitko v korist Španije, dokler se leta 1609 ni začelo dvanajstletno premirje.
Leta 1608 , malo pred začetkom dvanajstletnega premirja, je kupil gospostvo Diksmuide v Flandriji. Vendar mu je mir med premirjem dal priložnost, da se naseli na svojem gradu v Boxmeerju. Tu je leta 1610 umrl njegov sin Herman. Naslednje leto mu je v Spa-ju umrl brat Herman. Kasneje je kot skrbnik bratove hčerke Marije Elizabete Klare (rojene leta 1610) redno obiskoval grad Bergh.

### Friderik kot državnik
Kot administrator v španski službi je bil stadtholder naslednjih regij:
- 1595 –1618: Frizija, Groningen, Drenthe, Overijssel in Lingen. Njegov kraj zaposlitve je bilo mesto Lingen v grofiji Lingen, španski eksklavi vzhodno od Overijssela. Regije Frizija, Groningen, Drenthe in večina Overijssela so bile trdno v rokah Republike Združene Nizozemske, tako da je lahko svojo oblast uveljavil le v Lingenu in Twenteju. Leta 1597 ga je izgnal princ Mavricij, toda leta 1605 so španske čete ponovno zavzele Lingen in Oldenzaal. Tam je bil ponovno stadtholder do svoje smrti leta 1618.
- 1604 –1611: Artois. Grofija Artois ( Comté d'Artois ) na skrajnem jugu Nizozemske je danes v Franciji. To stadtholderstvo je leta 1611 zamenjal z Gornjim Geldersom.
- 1611–1618: Zgornji Gelders, kjer je nasledil brata Hermana , ki je umrl leta 1611.

Leta 1613 ga je nadvojvoda Albert, guverner španske Nizozemske, delegiral v zbor v Regensburgu. Za njegove zasluge ga je istega leta španski kralj Filip III . sprejel v red vitezov zlatega runa.

## Poroka in otroci
Friderik VI. Berški se je 8. februarja 1601 poročil s Françoise de Ravenel, gospo iz Ratignyja . Viri ne omenjajo, kje je potekala poroka, omenjajo pa, da je bil na slovesnosti prisoten Friderikov bratranec Filip Viljem Oranski, najstarejši sin Viljema Oranskega. Iz tega zakona so znani štirje otroci:
- Albert (1607–1656)
- Herman, umrl leta 1610
- Leonora Katarina Febronis (1613–1657)
- Ana Marija (1617–1668)

Že pred poroko je imel nezakonsko hčer, katere mati ni znana.
- Lukrecija (pred 1601–1625)

Že pred poroko je imel nezakonsko hčer, katere mati ni znana.
•	Lukrecija (pred 1601 – 1625 )
Friderik je umrl v Boxmeerju 3. septembra 1618, star 59 let. V tamkajšnji župnijski cerkvi je bil pokopan 13. septembra. Njegova vdova se je leta 1622 ponovno poročila s svojim bratrancem Mihelom de Conflansom, markizom Saint Rémyja.
Poleg naslova grofa Berškega je bil tudi gospod Boxmeerja, Homoeta , Diksmuida in Hedela.